# Stanisław Czerny z Witowic
Stanisław Czerny z Witowic herbu Nowina – podstoli lubelski w latach 1625–1636.
Poseł na sejm warszawski 1626 roku z województwa lubelskiego.